# Рука Ориона
Рука́ Орио́на (англ. Orion’s Arm); другие названия: проект «Вселенная Рукава Ориона», OAUP, или OA) — коллективный онлайн-проект по созданию научно-фантастического вымышленного мира, основанный М. Аланом Казлевом, Донной Малькольм Хирсекорн, Берндом Ххелфертом и Андерсом Сандбергом, и поддерживаемый большим сообществом участников.
Любой желающий может внести вклад в проект своими статьями, рассказами, графическими работами или музыкой. Материалы проекта распространяются под лицензией Creative Commons.
Существует большое количество рассылок, в котором участники обсуждают различные аспекты создаваемого мира: дополнения, модификации, возникающие проблемы и планируемые направления работы. Кори Доктороу охарактеризовал проект следующим образом: «совершенно бескомпромиссная постсингулярная штука с большим простором для весёлого дуракаваляния».
На основе вселенной OA сообществом разрабатывается компьютерная и ролевая игры. Издаётся журнал «Voices: Future Tense», в котором публикуются рассказы, графические работы и комментарии к материалам. Сообществом созданы дополнения к программе Celestia с планетами, космическими кораблями и другими объектами из вселенной Руки Ориона. Существуют отдельные сайты с соответствующим научно-фантастическим фан-артом.
В сентябре 2009 года издательством Outskirts Press выпущен сборник рассказов по мотивам фантастической вселенной — «Against a Diamond Sky».

## Описание фантастической вселенной
Действие во вселенной OA происходит в далёком будущем — с сегодняшнего дня прошло более чем 10 000 лет. Вселенная построена в соответствии с принципами наиболее достоверной, «твёрдой» научной фантастики: отсутствуют человекоподобные инопланетяне, не нарушаются известные законы физики (в частности, невозможно движение быстрее скорости света). Кроме этого, для описания космических сражений не используется «военно-морская аналогия» («звёздные крейсеры» и т. п.). Однако ОА не является «ультра-твёрдой» научной фантастикой, в рамках которой рассматриваются исключительно технологии и принципы, известные на момент создания произведения. В частности, в фантастической вселенной используются технологии манипулирования «отрицательной массой» (локальное нарушение закона сохранения энергии), экзотическими формами материи, магнитными монополями и Q-шарами.
Владыками этой вселенной являются богоподобные искусственные интеллекты сверхчеловеческого уровня — «архилекты» (archailects), порождения древних экспериментов по созданию искусственных форм жизни. Часть из них является потомками сегодняшнего человечества. Эти существа настолько могущественны, что способны создавать новые мини-вселенные, их действия и мотивы совершенно не доступны для понимания обычным человеком. Их разум является продуктом распределённых вычислений в сети гигантских вычислительных устройств планетарных размеров. Архилекты настолько сложны, что их подпрограммы сами являются разумными.
Существует внеземная жизнь, однако основным населением вселенной OA являются потомки и порождения земной жизни (объединённые под общим названием «террагенная жизнь», terragen life). Потомки современных людей, модифицированные с помощью генной инженерии и киборгизации, почти полностью вытеснили своих предков. «Базовые люди» (baselines) считаются вымирающим видом.
Существует много типов разумной жизни:
- околобазовые — люди с расширенными возможностями;
- постлюди;
- киборги;
- веки — интеллектуальные роботы;
- аиоиды — интеллектуальные компьютеры;
- аплоуды — интеллекты, загруженные в компьютер;
- нойманы — самокопирующиеся роботы; по имени Джона фон Нейманна;
- провольфы — животные с усиленным интеллектом;
- рианты — люди с ДНК животных;
- сплайсы — подобны провольфам, но интеллект усилен за счёт человеческой ДНК;
- неогены — организмы, ДНК которых создана с нуля;
- ксенософонты — внеземная жизнь.

Широко распространены нанотехнологии, строятся различные мегаструктуры (Мир-Кольцо, сфера Дайсона и др.). Большая часть цивилизованного мира покрывается сетью червоточин.
ОА является частью жанра «трансгуманистическая космическая опера». На вселенную ОА оказали влияние произведения Иэна Бэнкса (серия «Culture»), Вернора Винджа (серия «Кэнг-Хо»), Дэвида Брина и других авторов.
Одной из ключевых является концепция технологической сингулярности, созданная Вернером Винджем. Однако в ОА сингулярностей как минимум шесть, и они характеризуют не общее технологическое развитие цивилизации, а развитие интеллекта индивидуумов.
Используемая концепция топософики основана на работах Станислава Лема.

## Значимые гипотетические технологии
Технологии, имеющие большое значение во вселенной ОА:
- Нанотехнология и её субатомные аналоги.
- Сверхчеловеческий искусственный интеллект.
- Космические мегаструктуры.
- Червоточины, позволяющие перемещаться быстрее скорости света (возможность путешествий во времени исключается за счёт того, что процесс их создания требует перемещения выходов из общей точки с субсветовыми скоростями).
- Несколько типов безинерционных субсветовых двигателей, в том числе почти все типы, описанные в NASA’s Breakthrough Propulsion Physics Program. Большая их часть находится в процессе замены на более совершенные двигатели (Displacement, Halo и Void), принцип действия которых подобен пузырю Алькубьерре.

## Значимые гипотетические объекты

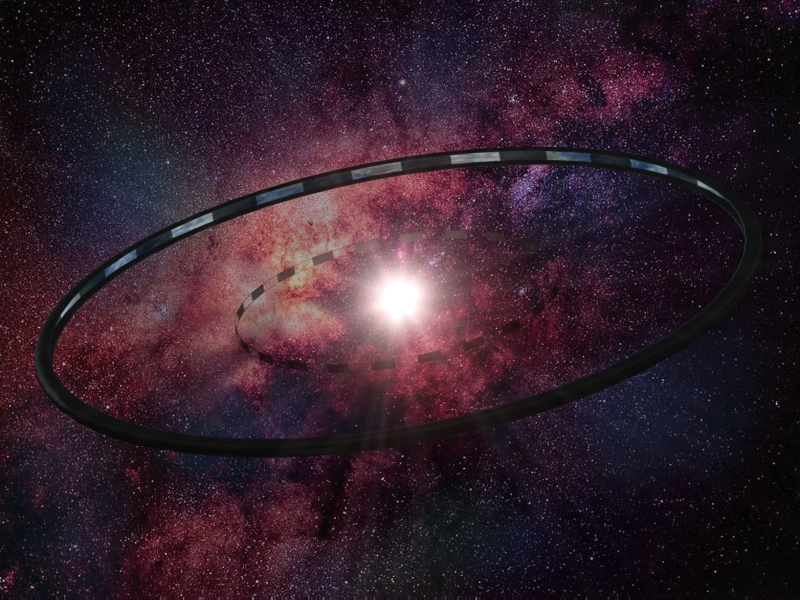
Мир-кольцо

Ниже представлены некоторые типы мегаструктур, распространённых во вселенной Рукава Ориона:
- Сфера Дайсона — структура, окружающая звезду. Представляет собой рой объектов либо единый, динамически поддерживаемый объект.
- Мир-кольцо — твёрдый обруч вокруг звезды на расстоянии приблизительно 1 а.е.
- Кольцо Бишопа — относительно небольшая вращающаяся станция в виде кольца, построенная из обычных материалов[10]. Похожи на кольцеобразные постройки из вселенной Halo и орбиталищах (англ. orbitals) мира «Культуры» Иэна Бэнкса.
- Комплексные кольцевые мегаструктуры планетарных либо больших размеров, выполняющие функции, аналогичные сфере Дайсона.

Нанотехнологические объекты включают в себя:
- Сервисный туман (рой микророботов, формирующий макрообъект с произвольно изменяемыми свойствами).
- Разрушающий рой (рой нанороботов, похожий на серую слизь. Используется для разрушения вражеских объектов).
- Ангельская сеть (основанная на нанотехнологии инфраструктура, обеспечивающая полный контроль над средой и обеспечивающая процесс загрузки сознания в случае смерти).

Некоторые артефакты работают по принципам, неизвестным либо непостижимым для «базовых». Они названы «кларктехом» (англ. Clarktech) в честь третьего закона Кларка.

## «Рука Ориона» в массовой культуре
Статья о Руке Ориона была опубликована в журнале Knights of the Dinner Table. Известный писатель-фантаст Кори Доктороу описал проект в Boing Boing.
На проект ссылаются в учебных пособиях для детей, некоторых книгах и статьях, известных ресурсах, посвящённых научной фантастике.